# Змиенково
Змиенково (укр. Змієнкове; до 2024 года — Гвардейское) — село, расположенное вблизи берега Чёрного моря. Относится к Черноморскому поселковому совету Одесского района Одесской области Украины.
Население курорта по переписи 2001 года составляло 800 человек. Почтовый индекс — 67554. Телефонный код — 48. Занимает площадь 1,37 км². Код КОАТУУ — 5122755903.

## Местный совет
67570, Одесская обл., Одесский р-н, пгт Черноморское, ул. Защитников Украины, 19.